# Waldiberg
De Waldiberg is een boerengemeenschap in de bergen bij Bristen in het kanton Uri in Zwitserland.
Naast dat de Waldiberg een boerengemeenschap is, staat het ook in Uri bekend om zijn natuur en cultuur. Oude boerderijen en grote alpenweiden zijn hier te vinden. Onder het internationale toerisme is de Waldiberg niet bekend, in tegenstelling tot bij het lokale toerisme.

## Luftseilbahn Bristen - Waldiberg
De Luftseilbahn Bristen - Waldiberg loopt vanuit het plaatsje Bristen naar de Waldiberg, met een hoogteverschil van 390 meter, en kan maximaal 34 personen per uur vervoeren. De kabelbaan is een coöperatieve dienst.
De Luftseilbahn Waldiberg werd in 1950 gebouwd door NSD Lift AG en is vernieuwd in 1979. De kabelbaan kan alleen geactiveerd worden door inworp van speciale munten, die in het gehele dorp Bristen verkrijgbaar zijn.
De kabelbaan is oorspronkelijk alleen bestemd voor de boeren die boven op de berg wonen. Tegenwoordig kunnen ook toeristen gebruikmaken van deze kabelbaan. Tot 31 januari 2020 blijft deze kabelbaan in gebruik, daarna zal deze kabelbaan komen te vervallen in verband met Europese veiligheidsnormen. Van een vernieuwde kabelbaan zal geen sprake zijn, omdat daarvoor geen financiering is en omdat waarschijnlijk alle bewoners in 2020 van de berg vertrokken zullen zijn.